# Tranøy
Gmina Tranøy (norw. Tranøy kommune) – norweska gmina leżąca w regionie Troms. Jej siedzibą jest miasto Vangsvik.
Tranøy jest 201. norweską gminą pod względem powierzchni.

## Demografia
Według danych z roku 2005 gminę zamieszkuje 1632 osób, gęstość zaludnienia wynosi 3,12 os./km².
Pod względem zaludnienia Tranøy zajmuje 359. miejsce wśród norweskich gmin.
| ludność stan na 1 stycznia 2005 |         |           |       |
|                                 | kobiety | mężczyźni | razem |
| osób                            | 810     | 822       | 1632  |
| %                               | 49,63%  | 50,37%    | 100%  |

| wykształcenie stan na 1 października 2004 |        |         |        |        |
|                                           | podst. | średnie | wyższe | niezn. |
| osób                                      | 408    | 727     | 174    | 18     |
| %                                         | 30,75% | 54,79%  | 13,11% | 1,36%  |

## Edukacja
Według danych z 1 października 2004:
- liczba szkół podstawowych (norw. grunnskolar): 3
- liczba uczniów szkół podst.: 211

## Władze gminy
Według danych z roku 2011 administratorem gminy (norw. rådmann) jest Alf Rørbakk, natomiast burmistrzem (norw. ordfører, d. borgermester) jest Odd Arne Andreassen.